# Chonephilus dispar
Chonephilus dispar is een eenoogkreeftjessoort uit de familie van de Gastrodelphyidae. De wetenschappelijke naam van de soort is voor het eerst geldig gepubliceerd in 1862 door Sars M..